# ستيوارت إيدج
ستيوارت إيدج (بالإنجليزية: Stuart Edge)‏ هو يوتيوبي أمريكي، ولد في 27 مارس 1989 في يوتا في الولايات المتحدة.

## وصلات خارجية
- ستيوارت إيدج على موقع IMDb (الإنجليزية)
- ستيوارت إيدج على موقع قاعدة بيانات الفيلم (الإنجليزية)
- ستيوارت إيدج على موقع كينوبويسك (الروسية)